# Nicolás Quagliata
Nicolás Quagliata Platero (Montevideo, 5 giugno 1999) è un calciatore uruguaiano, attaccante  del Melgar in prestito dal PAOK B.

## Caratteristiche tecniche
È una seconda punta.

## Carriera
Cresciuto nel settore giovanile dei Montevideo Wanderers, ha esordito in prima squadra il 5 dicembre 2019 disputando l'incontro di Primera División Profesional perso 2-0 contro il Cerro. A partire dalla stagione successiva è stato promosso in pianta stabile in prima squadra.

## Statistiche

### Presenze e reti nei club
Statistiche aggiornate al 19 luglio 2025.
| Stagione                     | Squadra                      | Campionato                   | Campionato | Campionato | Coppe nazionali | Coppe nazionali | Coppe nazionali | Coppe continentali | Coppe continentali | Coppe continentali | Altre coppe | Altre coppe | Altre coppe | Totale | Totale | Totale |
| Stagione                     | Squadra                      | Comp                         | Pres       | Reti       | Comp            | Pres            | Reti            | Comp               | Pres               | Reti               | Comp        | Pres        | Reti        | Pres   | Reti   |        |
| ---------------------------- | ---------------------------- | ---------------------------- | ---------- | ---------- | --------------- | --------------- | --------------- | ------------------ | ------------------ | ------------------ | ----------- | ----------- | ----------- | ------ | ------ | ------ |
| 2019                         | Montevideo Wanderers         | PD                           | 1          | 0          | -               | -               | -               | -                  | -                  | -                  | -           | -           | -           | 1      | 0      |        |
| 2020                         | Montevideo Wanderers         | PD                           | 26         | 3          | -               | -               | -               | -                  | -                  | -                  | -           | -           | -           | 26     | 3      |        |
| 2021                         | Montevideo Wanderers         | PD                           | 28         | 4          | -               | -               | -               | CL                 | 1                  | 0                  | SU          | 1           | 0           | 30     | 4      |        |
| gen.-giu. 2022               | Montevideo Wanderers         | PD                           | 14         | 0          | -               | -               | -               | CS                 | 7                  | 0                  | -           | -           | -           | 21     | 0      |        |
| Totale Montevideo Wanderers  | Totale Montevideo Wanderers  | Totale Montevideo Wanderers  | 69         | 7          |                 | -               | -               |                    | 8                  | 0                  |             | 1           | 0           | 78     | 7      |        |
| 2022-gen. 2023               | PAOK                         | SL                           | 3          | 0          | CG              | 0               | 0               | UECL               | 2                  | 0                  | -           | -           | -           | 5      | 0      |        |
| gen.-mar. 2023               | PAOK B                       | SL2                          | 1          | 1          | -               | -               | -               | -                  | -                  | -                  | -           | -           | -           | 1      | 1      |        |
| mar.-dic. 2023               | Cuiabá                       | A                            | 9          | 0          | CB              | 0               | 0               | -                  | -                  | -                  | -           | -           | -           | 9      | 0      |        |
| gen.-giu. 2024               | PAOK B                       | SL2                          | 7          | 0          | -               | -               | -               | -                  | -                  | -                  | -           | -           | -           | 7      | 0      |        |
| Totale PAOK B                | Totale PAOK B                | Totale PAOK B                | 8          | 1          |                 | -               | -               |                    | -                  | -                  |             | -           | -           | 8      | 1      |        |
| lug.-dic. 2024               | Central Córdoba (SdE)        | PD                           | 8          | 0          | CA              | 1               | 0               | -                  | -                  | -                  | -           | -           | -           | 9      | 0      |        |
| 2025                         | Central Córdoba (SdE)        | PD                           | 10         | 0          | CA              | 0               | 0               | CL                 | 4                  | 1                  | SA          | -           | -           | 14     | 1      |        |
| Totale Central Córdoba (SdE) | Totale Central Córdoba (SdE) | Totale Central Córdoba (SdE) | 18         | 0          |                 | 1               | 0               |                    | 4                  | 1                  |             | -           | -           | 23     | 1      |        |
| 2025                         | Melgar                       | L1                           | 0          | 0          | CP              | 0               | 0               | CL+CS              | 0                  | 0                  | -           | -           | -           | 0      | 0      |        |
| Totale carriera              | Totale carriera              | Totale carriera              | 107        | 8          |                 | 1               | 0               |                    | 14                 | 1                  |             | 1           | 0           | 123    | 9      |        |

## Palmarès

### Club

#### Competizioni nazionali
- Copa Argentina: 1

Central Córdoba (SdE): 2024